# Voie verte des Vallées
La voie verte des Vallées est une voie verte située dans le département de l'Indre, en région Centre-Val de Loire.
Elle suit le tracé d'anciennes lignes de chemin de fer.

## Situation
Elle suit la rivière Creuse, sur une majeure partie de son parcours, ainsi que les routes départementales 950, 951 et 975 et le sentier de grande randonnée de pays de la Brenne.

## Histoire
La commune du Blanc fut une ancienne étoile ferroviaire. La voie verte fut créée à partir de deux lignes ferroviaires : Port-de-Piles à Argenton-sur-Creuse et Saint-Benoît au Blanc. La branche vers Saint-Hilaire-sur-Benaize suit le tracé de l'ancienne ligne de Montmorillon à Saint-Aigny - Le Blanc. Lors de son extension jusqu’à Chavin, la voie a suivi le tracé de l'ancienne ligne d'Argenton-sur-Creuse à La Chaussée.

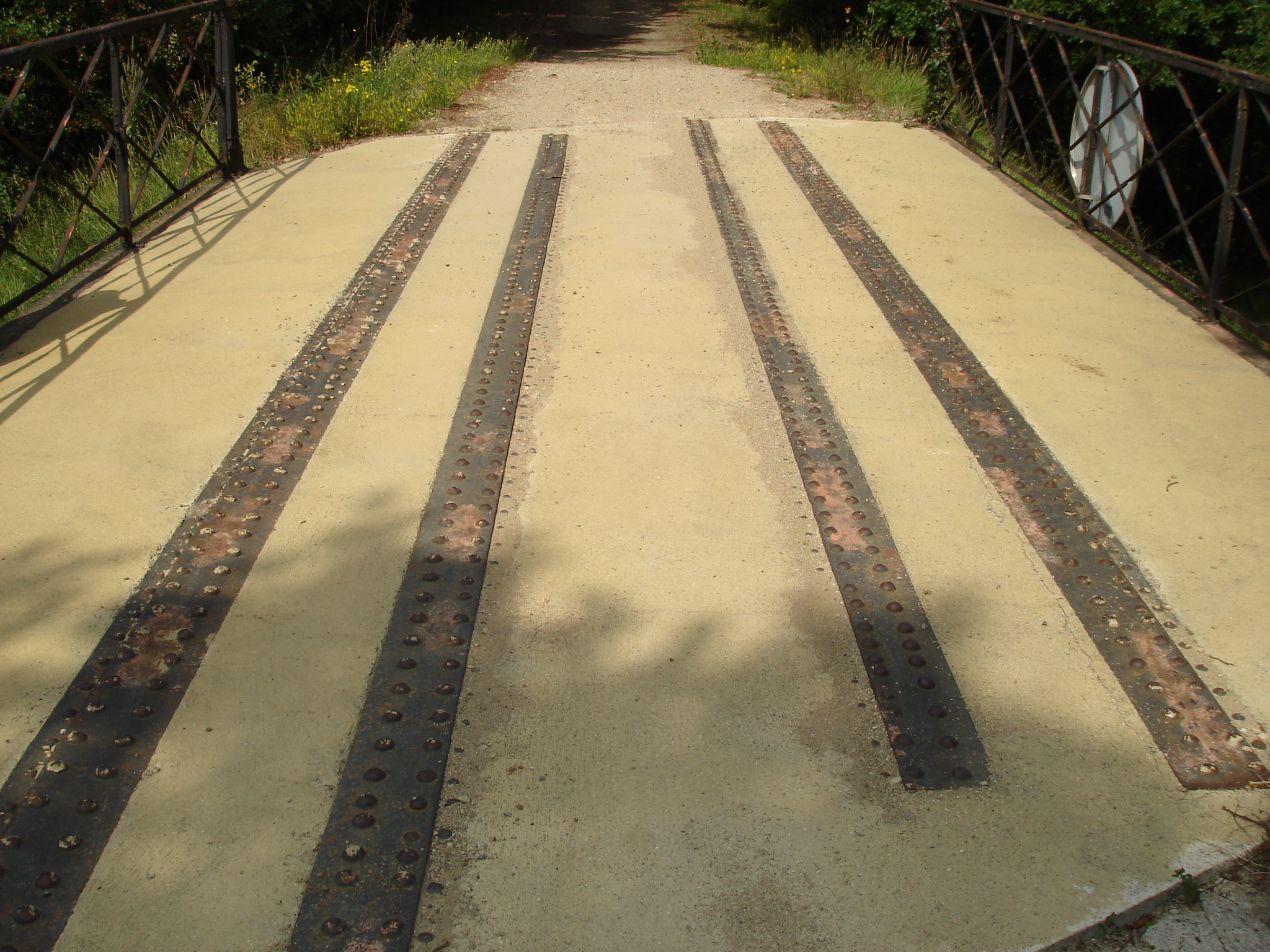
Ligne de Saint-Benoît au Blanc.
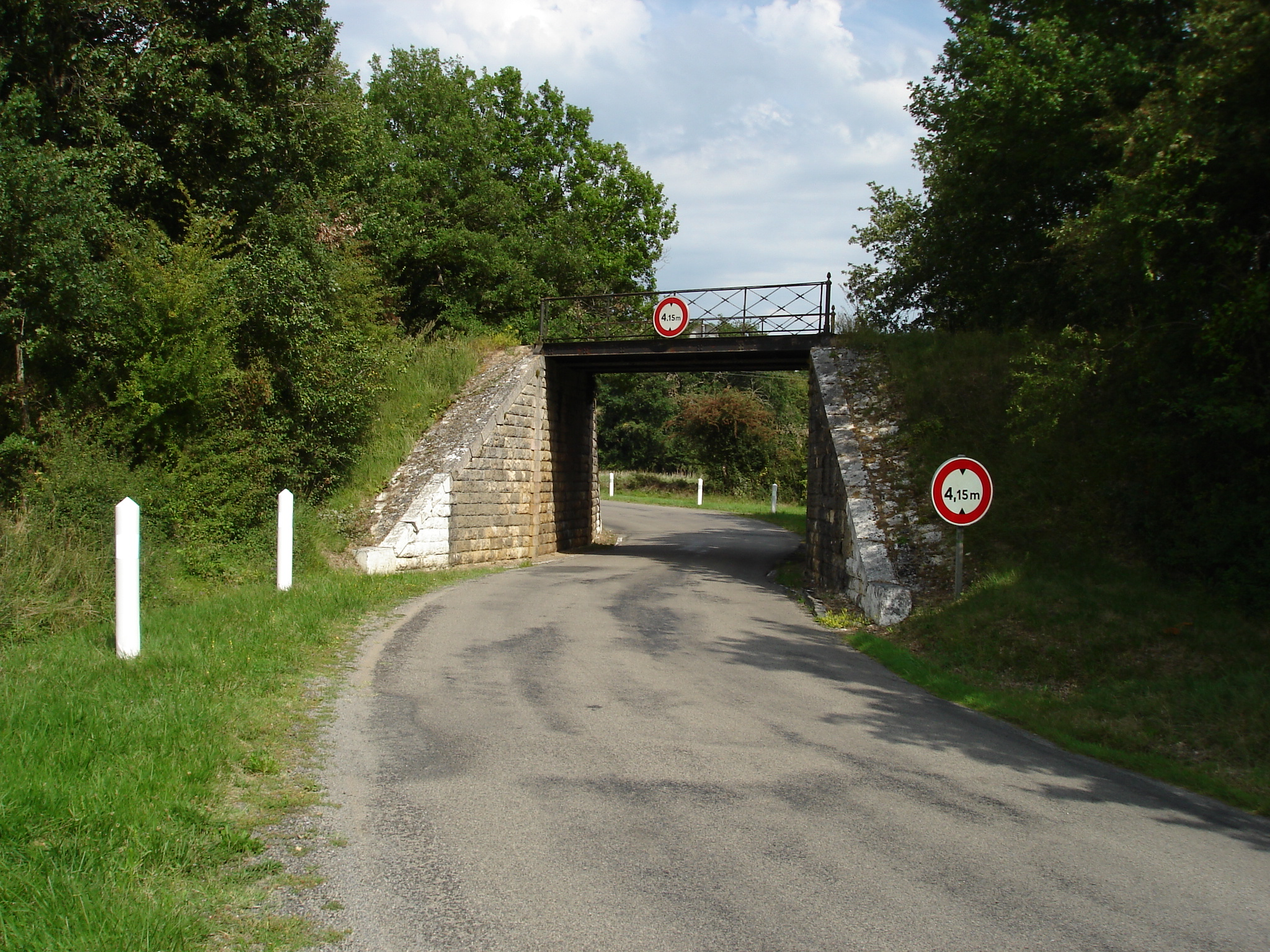
Ligne de Saint-Benoît au Blanc.
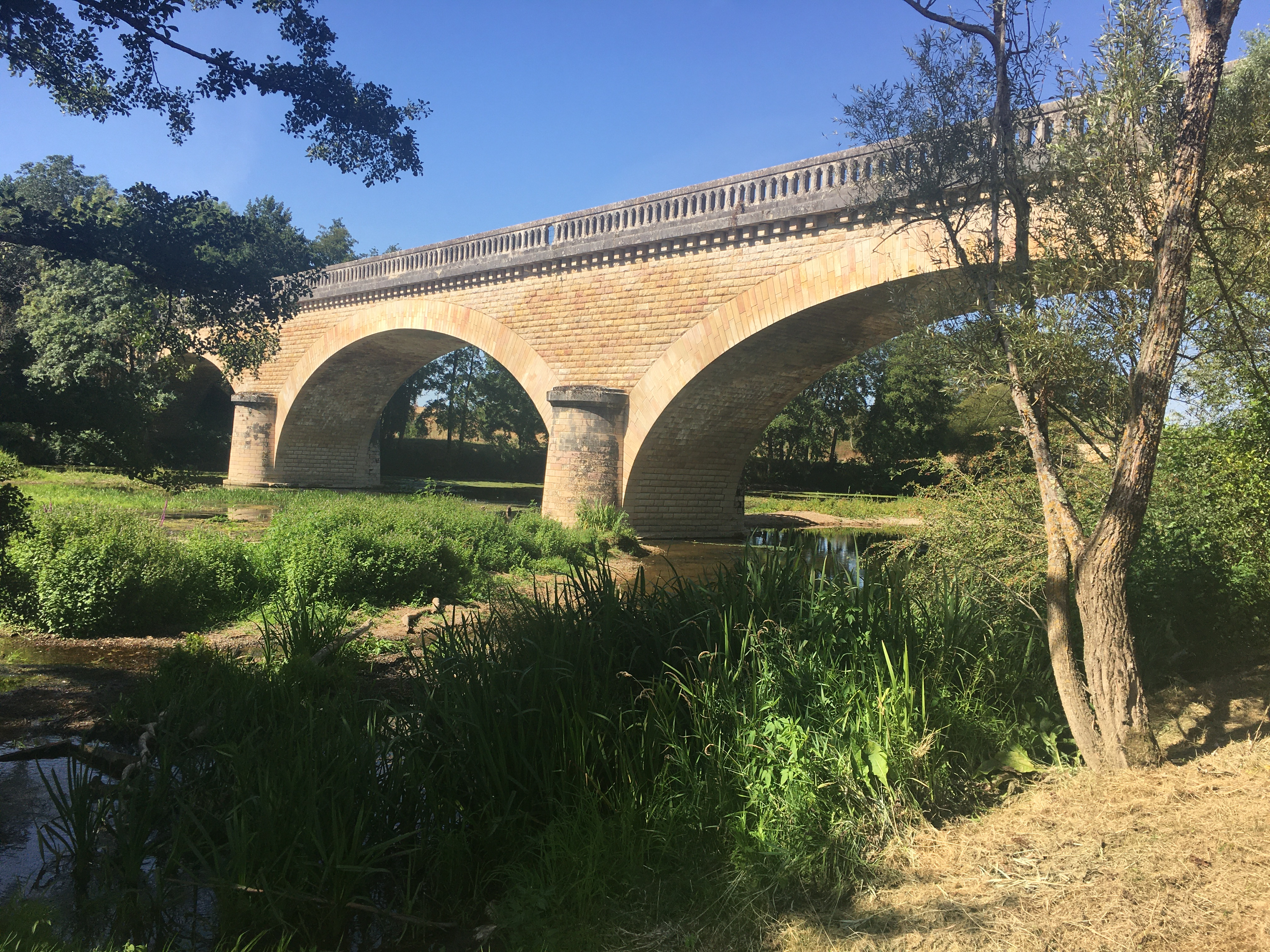
Ligne de Montmorillon à Saint-Aigny - Le Blanc.

La communauté de communes Brenne - Val de Creuse a racheté 60 km d’anciennes voies ferrées afin de les transformer en voie verte.
La section de Concremiers à Thenay a ouvert en 2008 et la section de Thenay à Argenton-sur-Creuse a ouvert en 2013.
La communauté de communes du pays d'Argenton-sur-Creuse a décidé d’aménager une voie verte entre Argenton-sur-Creuse et Chavin. Celle-ci est inaugurée en juin 2017.
Un tapis d'enrobé de 1,20 m a 1,40 m fut posé en novembre 2018 entre Thenay et Le Blanc (bretelles d’Ingrandes et de Tournon-Saint-Martin).

## Description
La voie verte est divisée en quatre branches qui ont toutes la commune du Blanc comme « nœud commun » :
- branche de Tournon-Saint-Martin au Blanc ;
- branche d'Ingrandes au Blanc ;
- branche de Saint-Hilaire-sur-Benaize au Blanc ;
- branche du Blanc à Chavin.

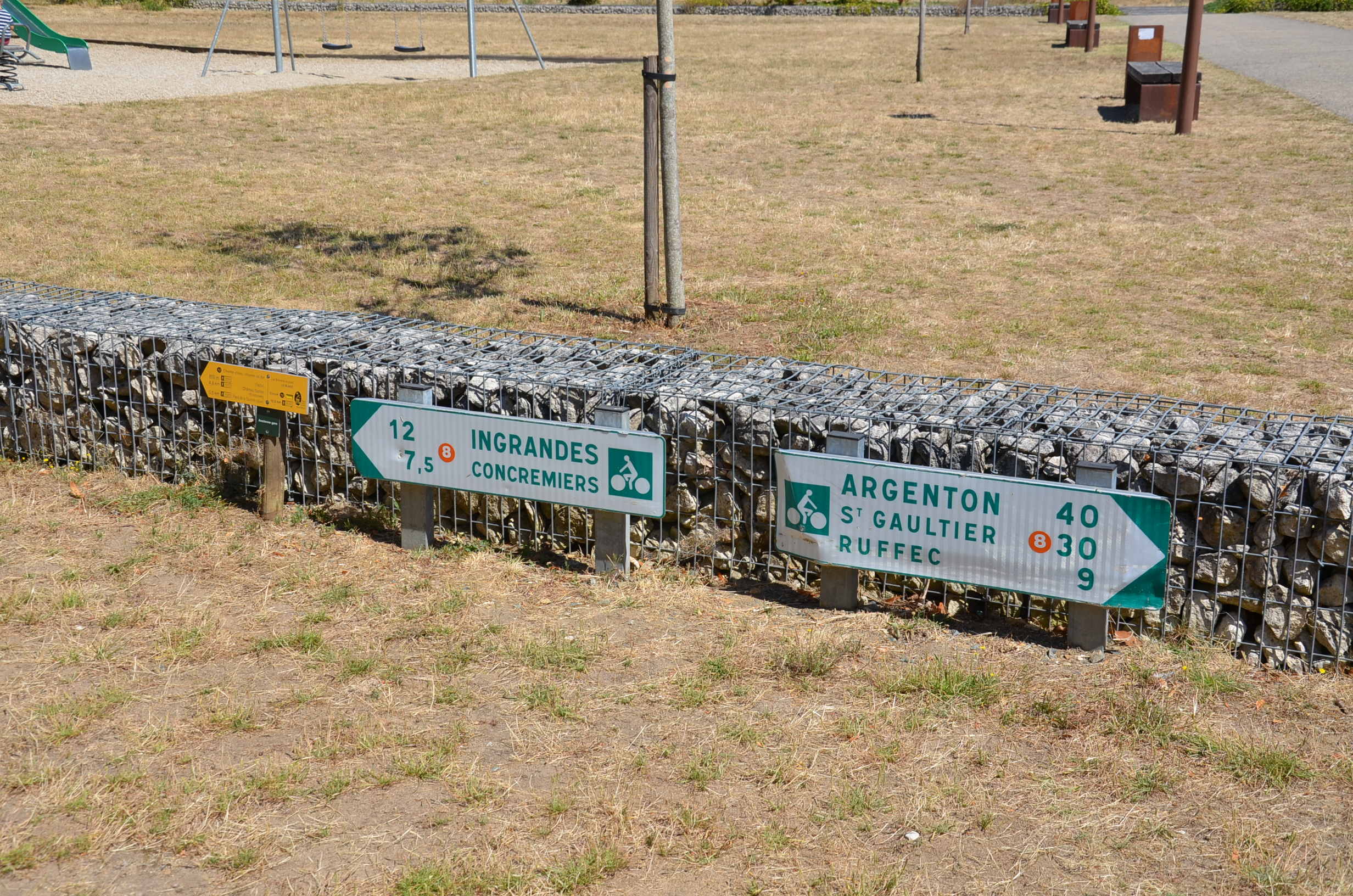
Panneaux de jalonnement de la voie verte devant la gare du Blanc.

### Tournon-Saint-Martin au Blanc
La branche de Tournon-Saint-Martin au Blanc suit le tracé de l'ancienne ligne de chemin de fer de Port-de-Piles à Argenton-sur-Creuse.
Cette branche traverse les territoires communaux suivants : Tournon-Saint-Martin, Preuilly-la-Ville, Fontgombault et Le Blanc.
Au niveau des voies de communications, la voie verte emprunte des portions du sentier de grande randonnée de pays de la Brenne et elle longe la route départementale 950. Elle longe la rivière Creuse.
Elle commence dans la rue du Moulin à Tournon-Saint-Martin, puis emprunte le chemin rural jusqu'au lieu-dit des Pués, elle traverse les lieux-dits de la Boutetterie, de la Dubellerie et Sançais. A Preuilly-la-Ville, elle s'oriente vers le sud/sud-est du département, jusqu'à la gare du Blanc ou elle rejoint l'autre branche en provenance d'Ingrandes / Saint-Hilaire-sur-Benaize, 385 m avant la gare.
Cette branche se prolonge par la voie verte du Sud-Touraine de Tournon à Descartes  également sur l'ancienne ligne ferroviaire.

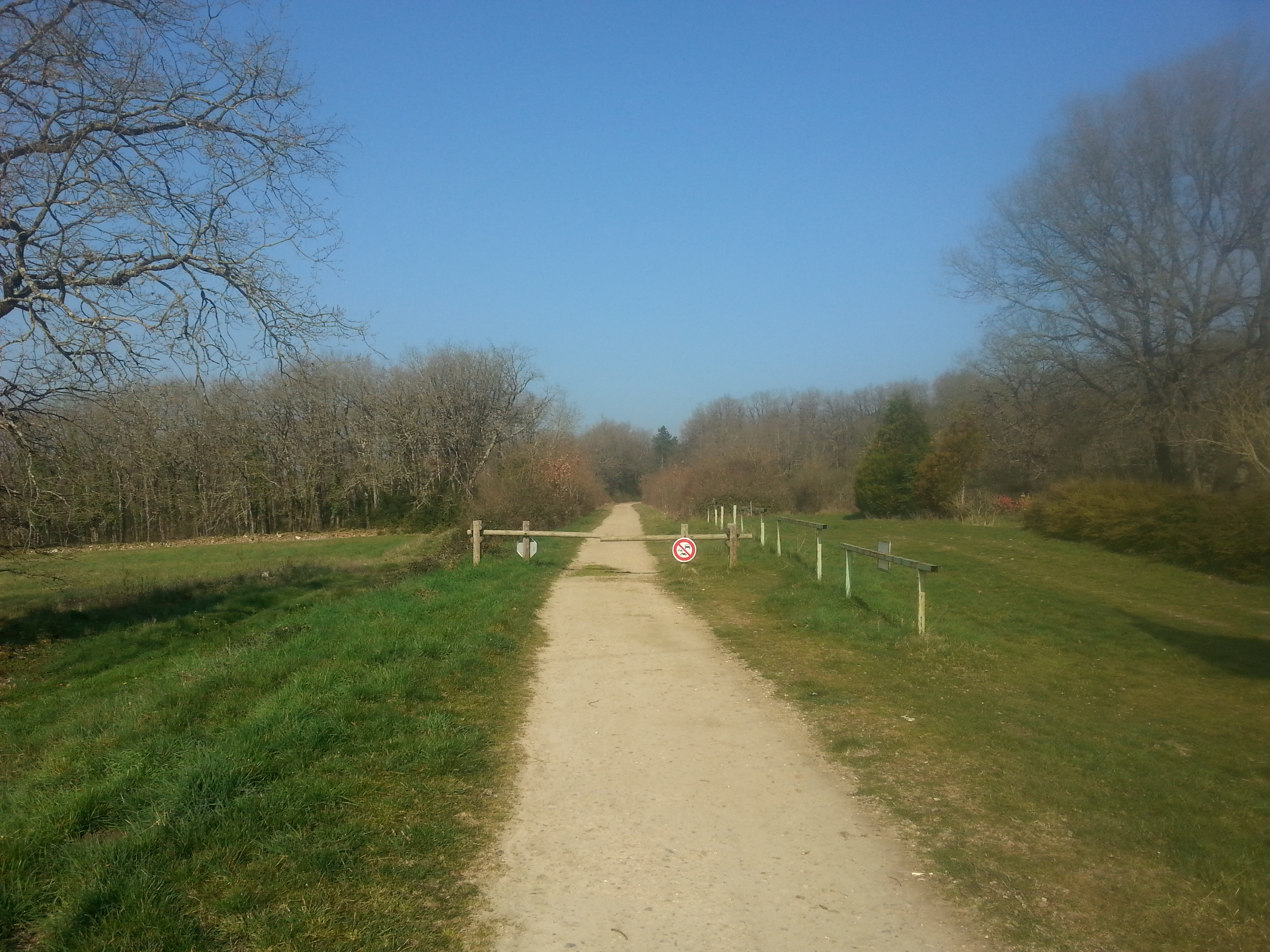
Fontgombault.
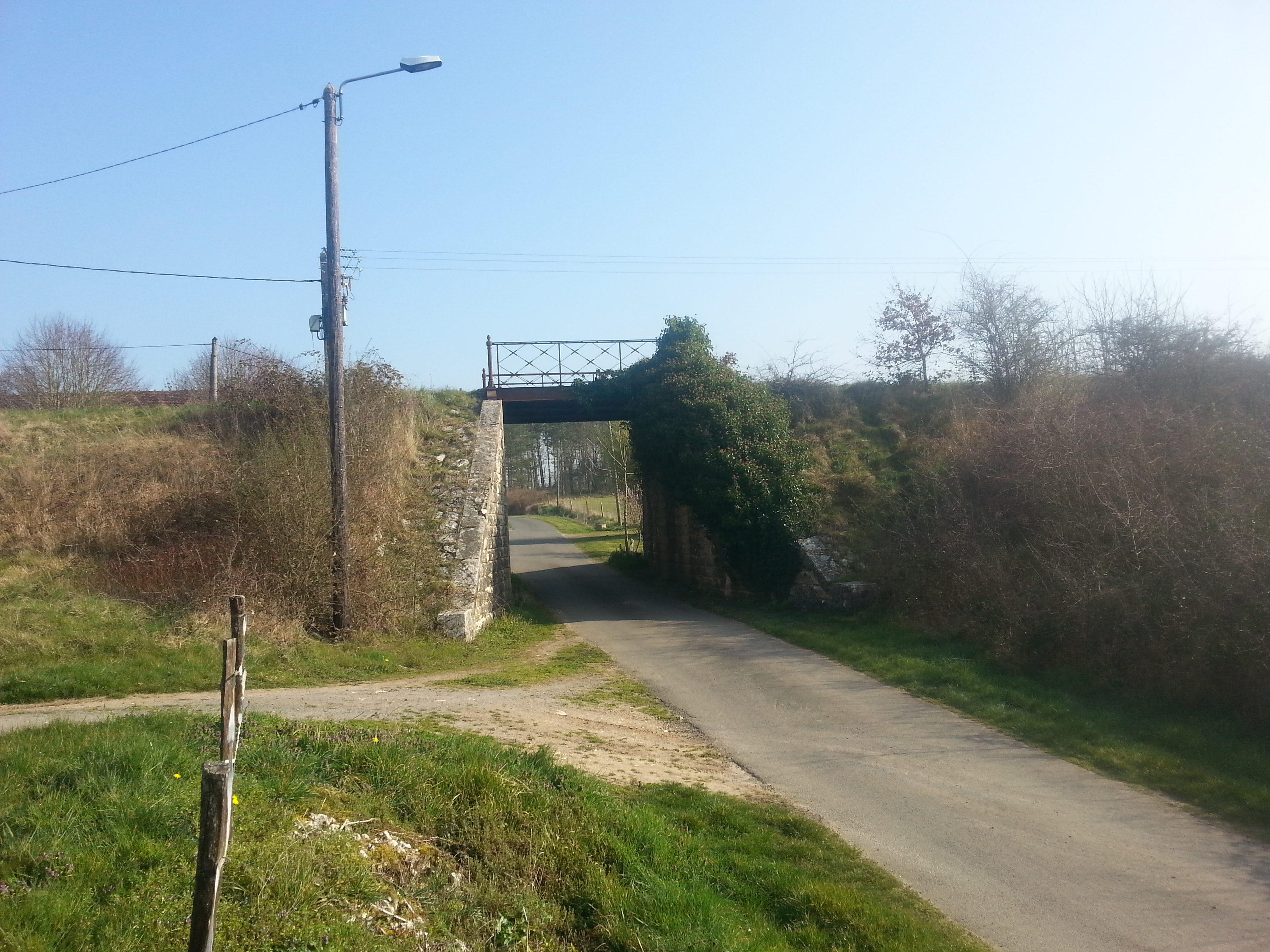
Fontgombault.

### Ingrandes au Blanc
La branche d'Ingrandes au Blanc suit le tracé de l'ancienne ligne de chemin de fer de Saint-Benoît au Blanc.
Cette branche traverse les territoires communaux suivants : Mérigny, Ingrandes, Concremiers et Le Blanc.
Au niveau des voies de communications, la voie verte emprunte une portion du sentier de grande randonnée de pays de la Brenne et elle longe la route départementale 975.
Elle commence à Ingrandes puis se dirige vers Concremiers. Elle monte sur 3 km en ligne droite, entre les arbres, puis redescend jusqu’à la bifurcation avec la branche de Saint-Hilaire-sur-Benaize, 402 m avant le viaduc du Blanc, puis 385 m après le viaduc, elle rejoint l'autre branche en provenance de Tournon-Saint-Martin et 385 m après, elle arrive en gare du Blanc.
Il est possible d'aller au delà d'Ingrandes jusqu’à Saint-Savin, dans le département de la Vienne.

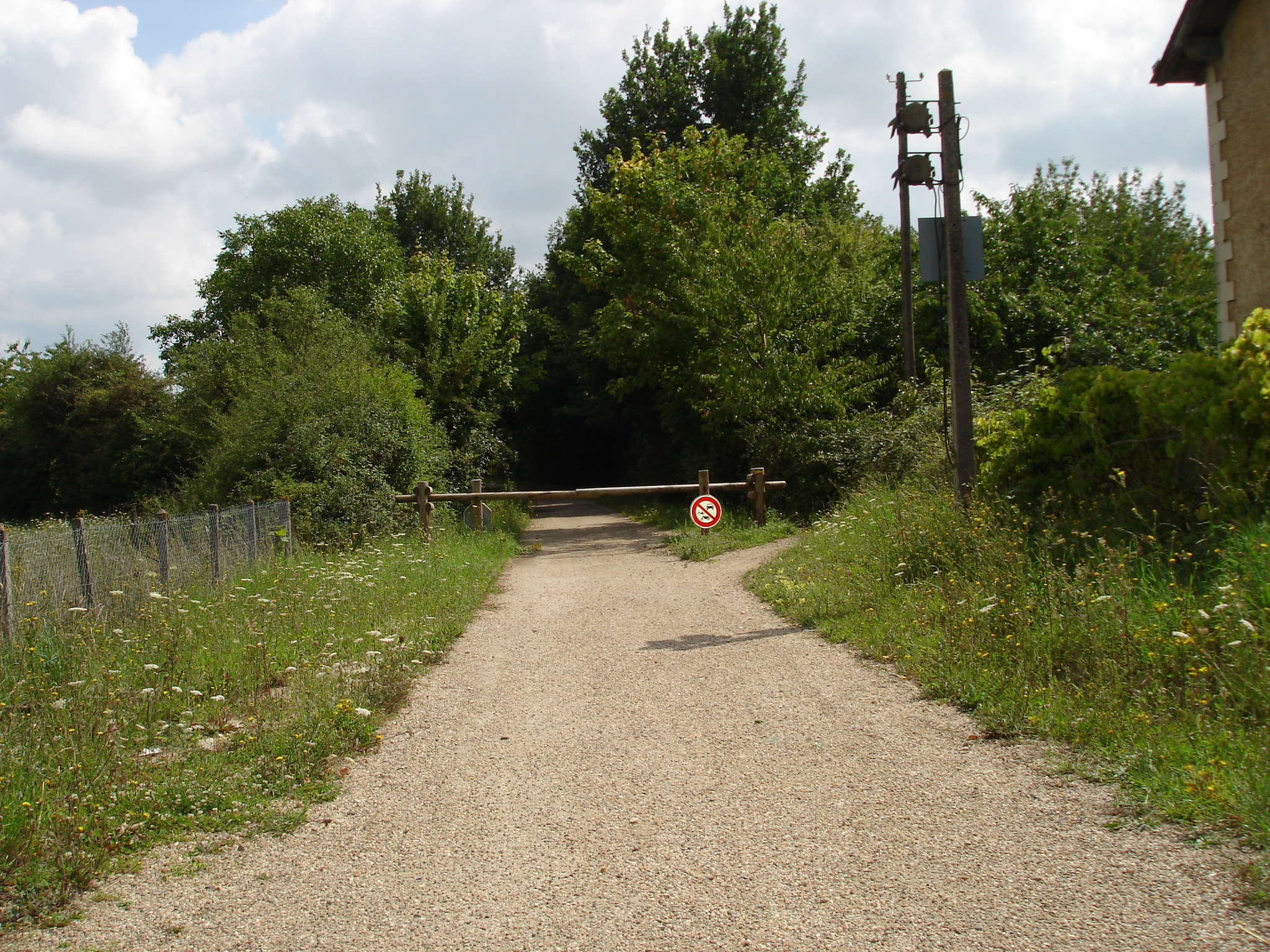
Le Blanc.
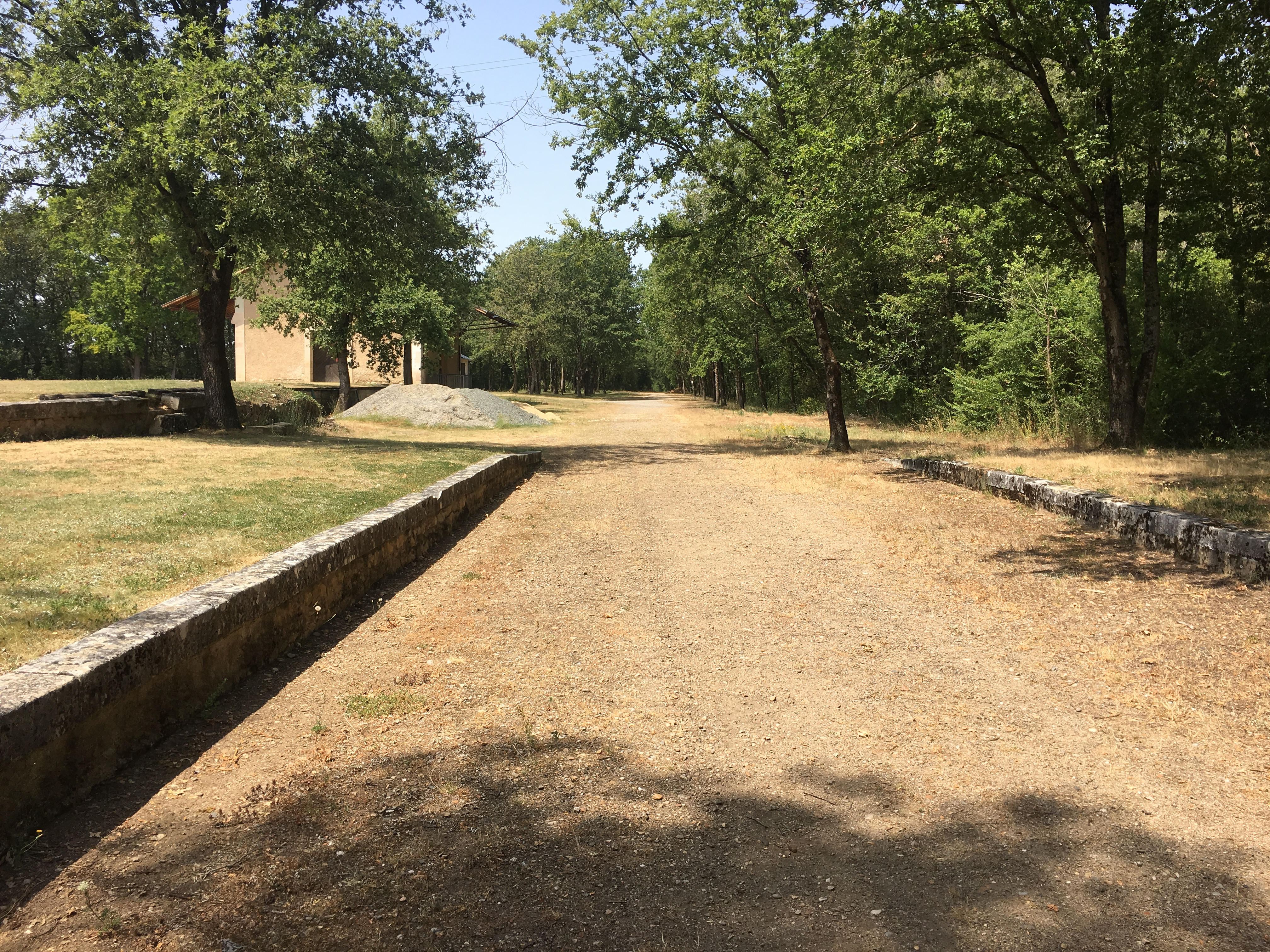
Ingrandes.
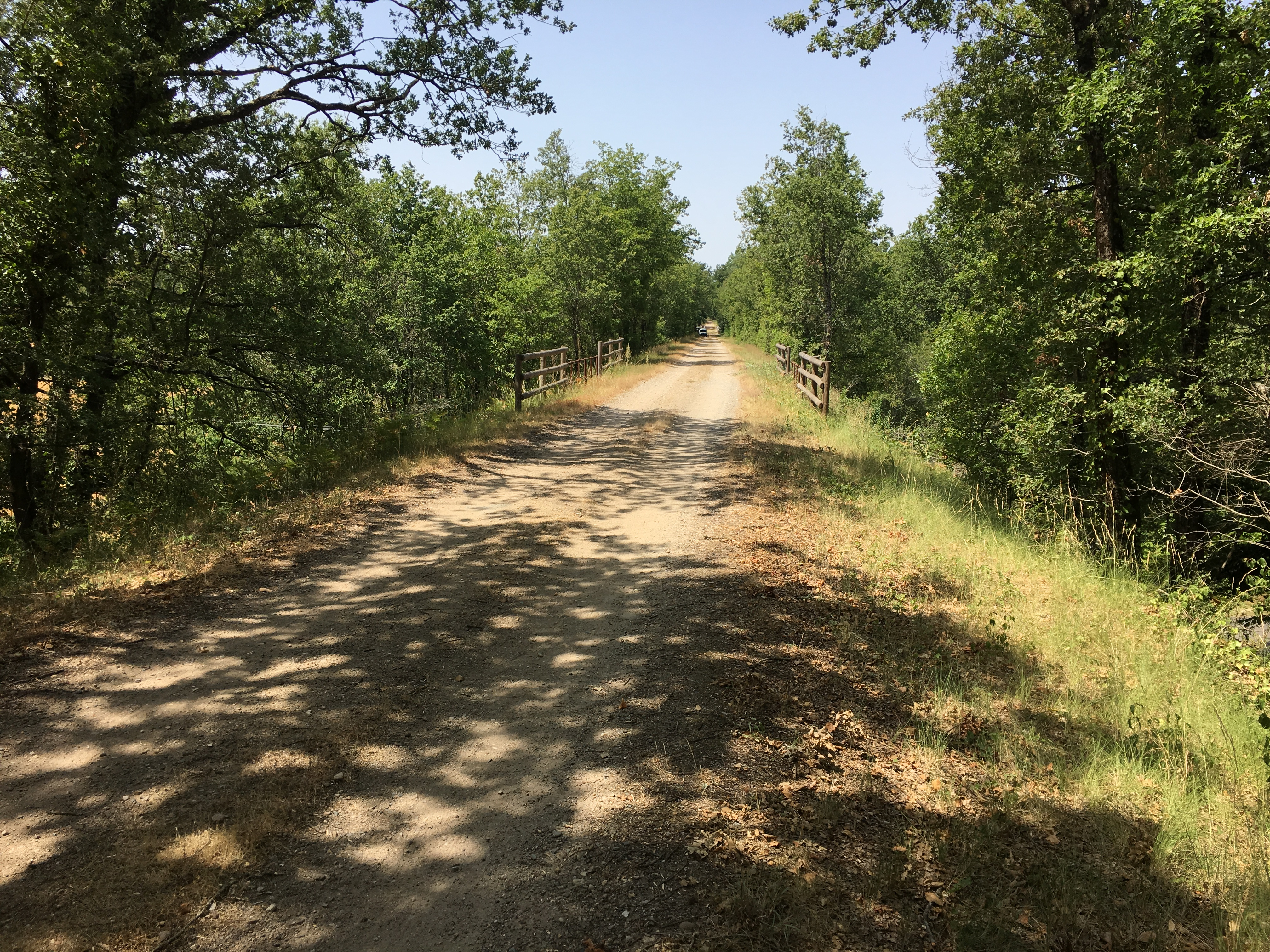
Ingrandes.
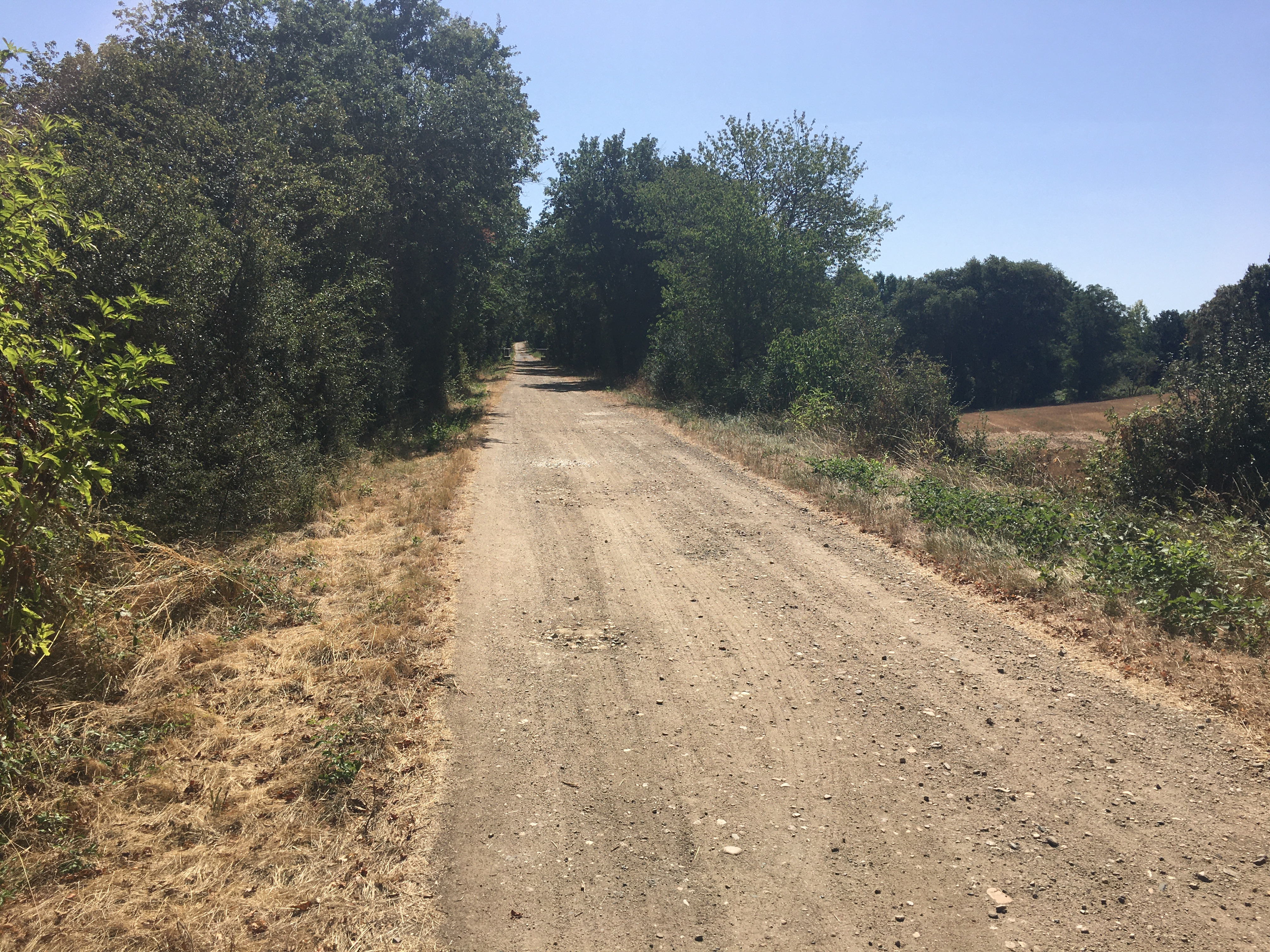
Mérigny.

### Saint-Hilaire-sur-Benaize au Blanc
La branche de Saint-Hilaire-sur-Benaize au Blanc suit le tracé de l'ancienne ligne de chemin de fer de Montmorillon à Saint-Aigny - Le Blanc.
Cette branche traverse les territoires communaux suivants : Saint-Hilaire-sur-Benaize, Concremiers et Le Blanc.
Au niveau des voies de communications, la voie verte emprunte une portion du sentier de grande randonnée de pays de la Brenne et elle longe la route départementale 975.
Elle commence à proximité du lieu-dit « Fontignon » à Saint-Hilaire-sur-Benaize, puis se dirige vers le nord, jusqu’à la bifurcation avec la branche d'Ingrandes, 402 m avant le viaduc du Blanc, puis 385 m après le viaduc, elle rejoint l'autre branche en provenance de Tournon-Saint-Martin et 385 m après, elle arrive en gare du Blanc.
Il est possible d'aller au delà de Saint-Hilaire-sur-Benaize jusqu’à La Trimouille, dans le département de la Vienne.
Le vendredi 3 novembre 2023 vers 8h00, un camion transportant des vaches à heurté le pont de la voie verte à « Rolnier » (Commune de Concremiers).

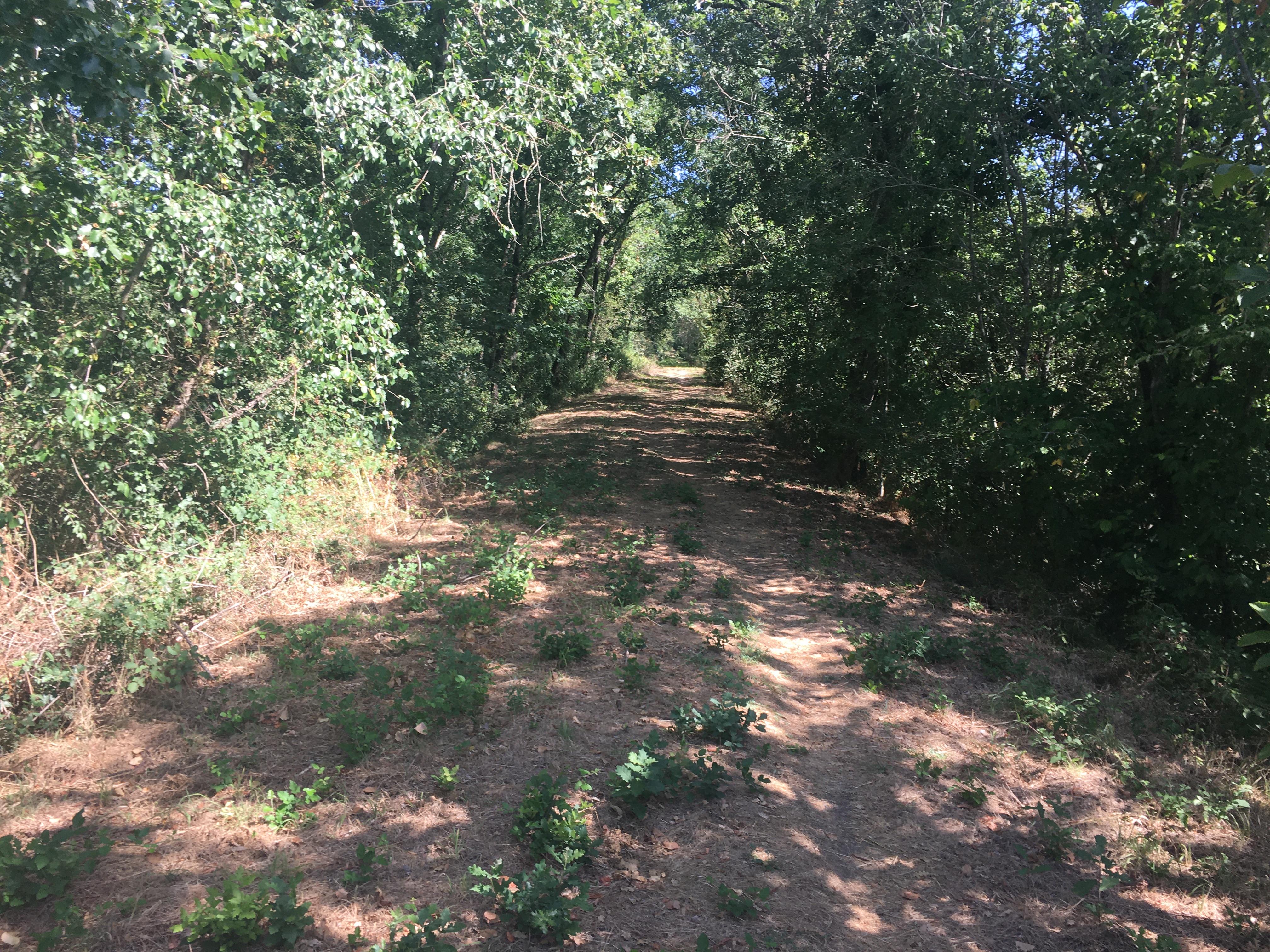
Lieu-dit « Rolnier » à Concremiers.
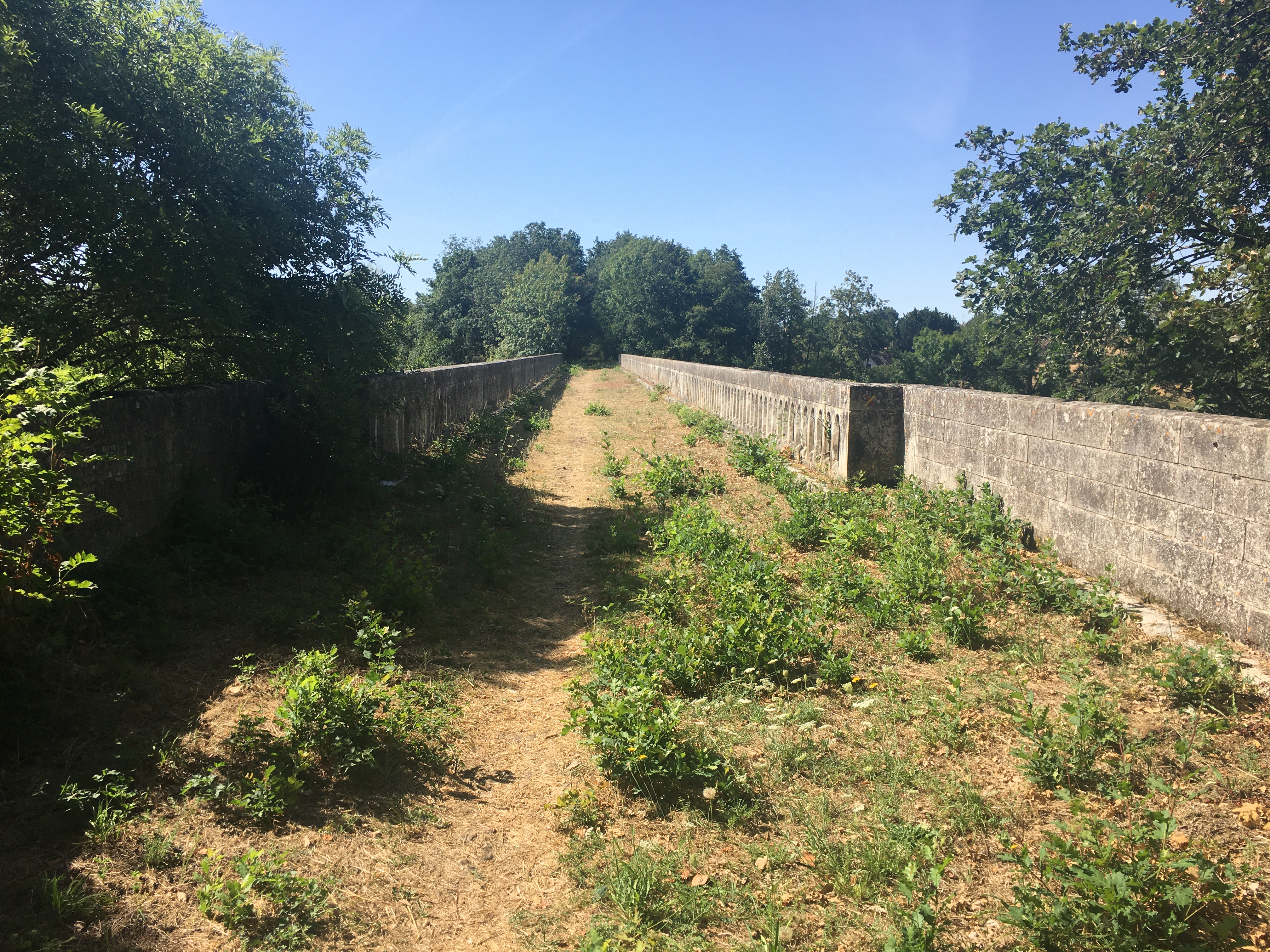
Lieu-dit « Rolnier » à Concremiers.

### Le Blanc à Chavin
La branche du Blanc à Chavin suit le tracé des anciennes lignes de chemin de fer de Port-de-Piles à Argenton-sur-Creuse et d'Argenton-sur-Creuse à La Chaussée.
Cette branche traverse les territoires communaux suivants : Le Blanc, Ruffec, Ciron, Chitray, Rivarennes, Saint-Gaultier, Thenay, Le Pont-Chrétien-Chabenet, Saint-Marcel, Argenton-sur-Creuse, Le Pêchereau, Le Menoux et Chavin.
Au niveau des voies de communications, la voie verte emprunte des portions du sentier de grande randonnée de pays de la Brenne et elle longe la route départementale 951 et la traverse une seule fois, au lieu-dit la Lorne à Ruffec.
Elle longe la rivière Creuse et est en « voie propre » jusqu'au quartier Saint Marin à Saint-Marcel. Après elle est en « voie urbaine » (rue ou route).
Elle se termine 2,5 km après Chavin.

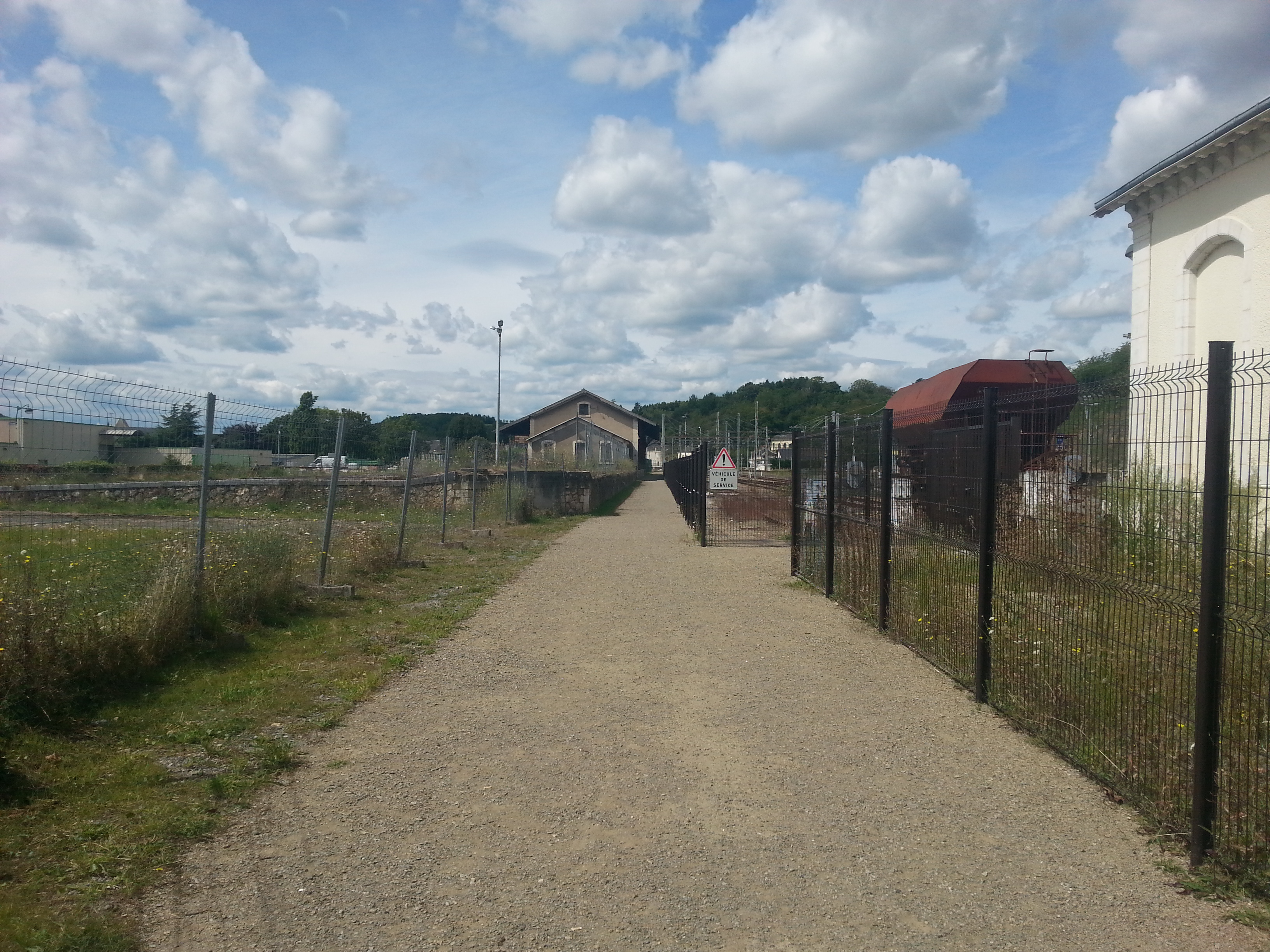
Argenton-sur-Creuse.
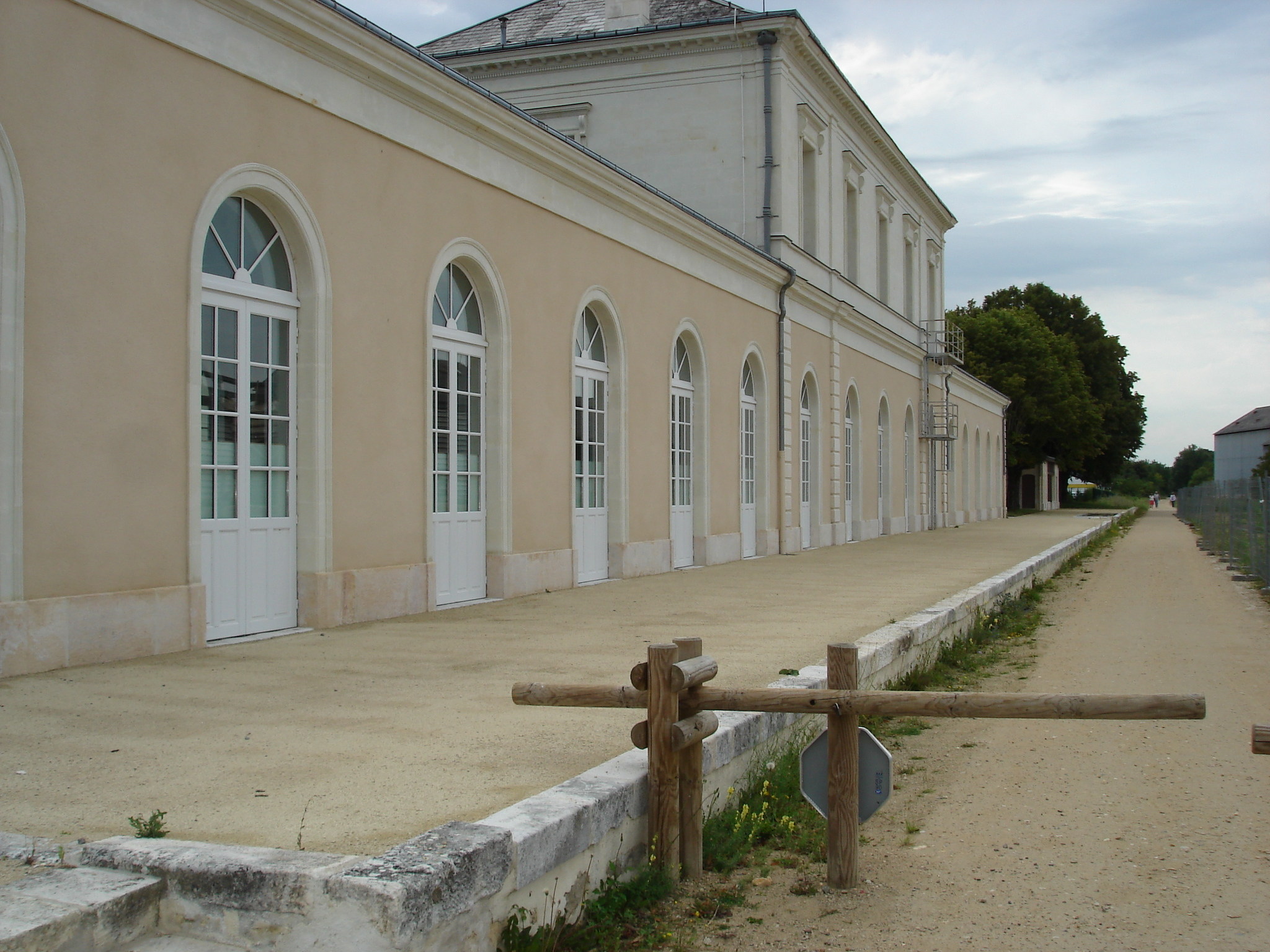
Le Blanc.
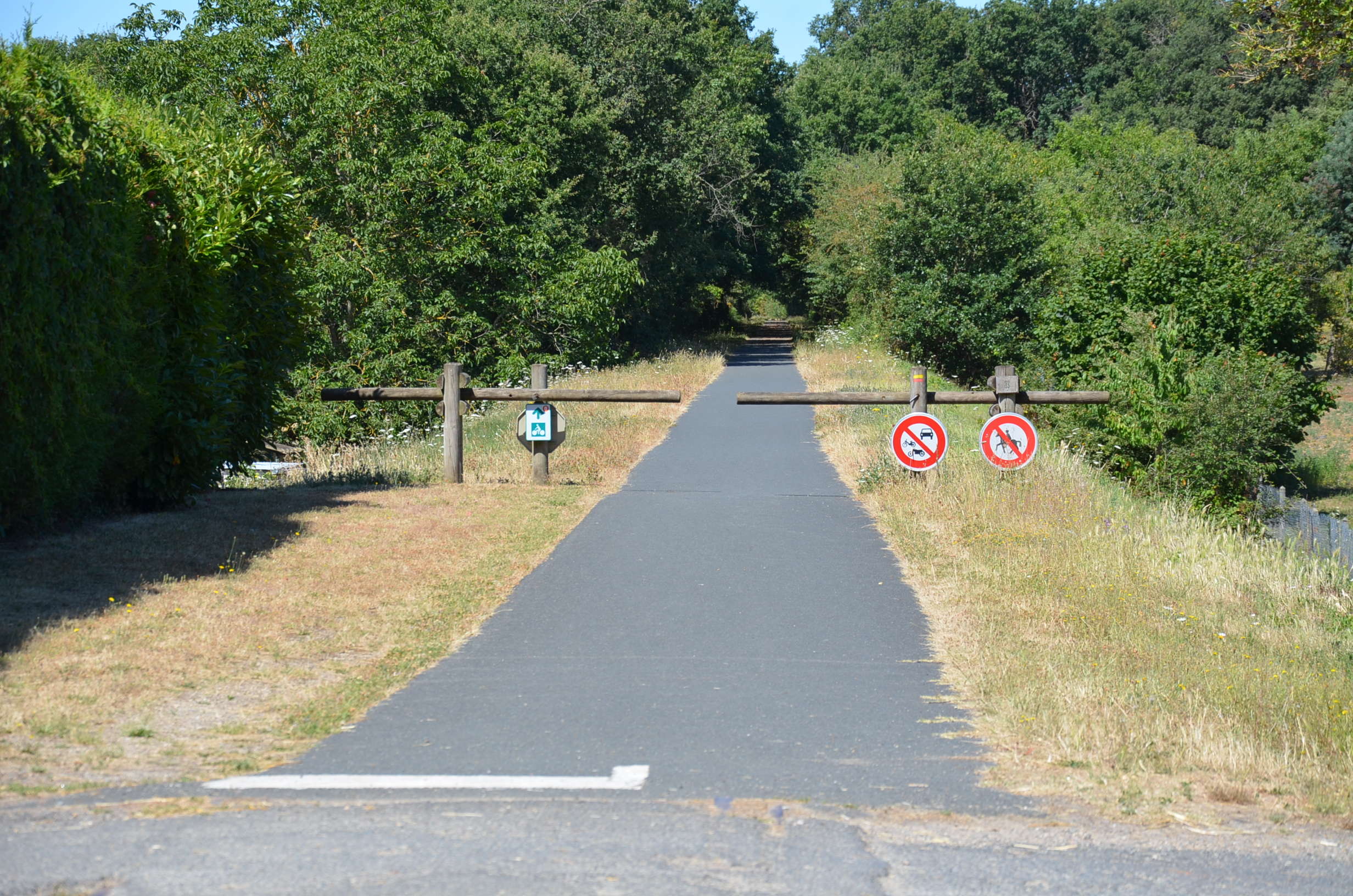
Entre Ruffec et Le Blanc.
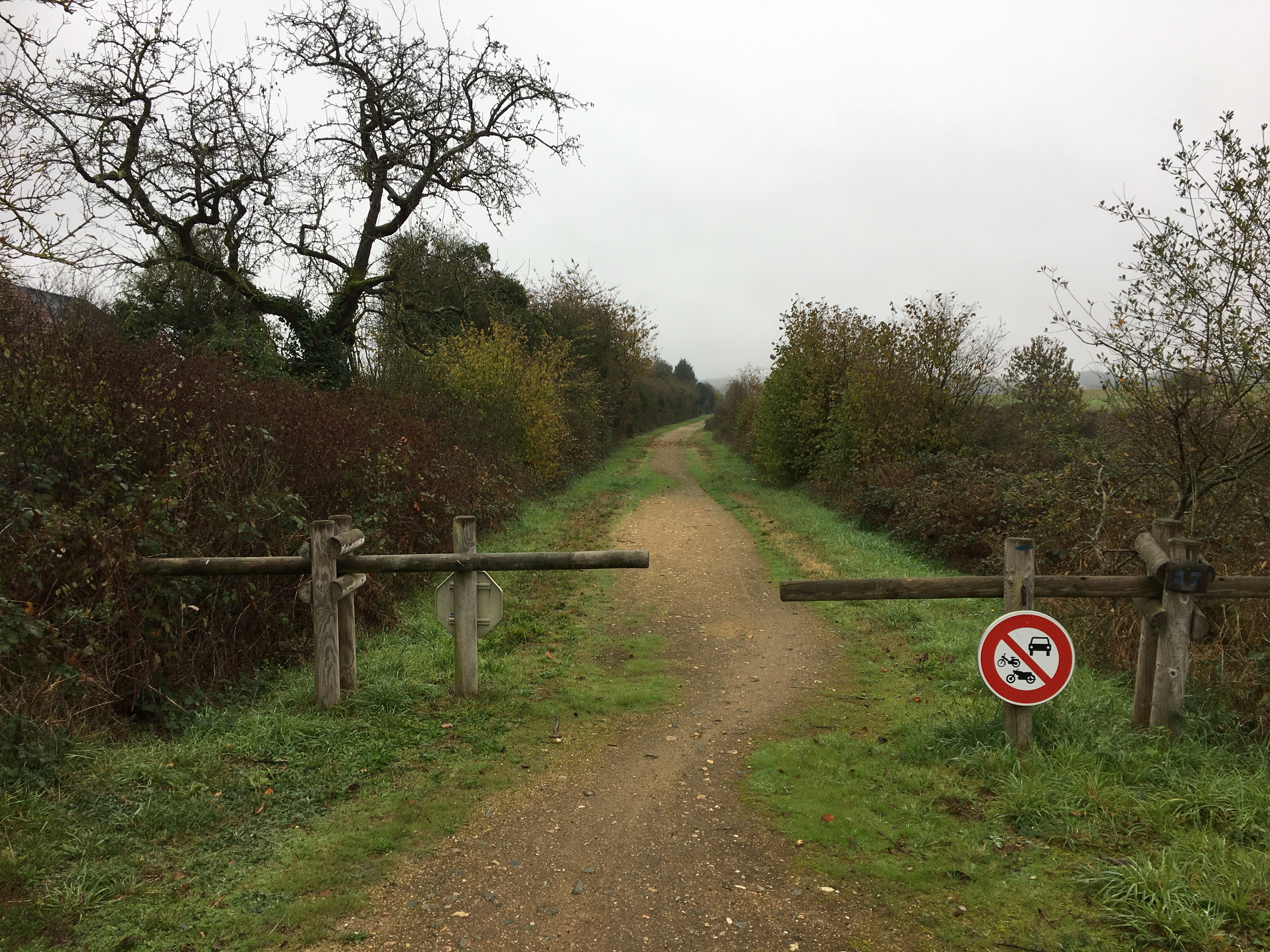
Thenay.